# Heteromysis lybiana
Heteromysis lybiana är en kräftdjursart som beskrevs av Mihai Bacescu 1976. Heteromysis lybiana ingår i släktet Heteromysis och familjen Mysidae. Inga underarter finns listade i Catalogue of Life.